# Библиотека книжной графики
Библиотека книжной графики (БКГ) — выставочно-образовательный центр с галереей, пропагандирующий книжное искусство. Составная часть Библиотечной системы им. М. Ю. Лермонтова в Санкт-Петербурге.

## История и описание
На карте Санкт-Петербурга Библиотека книжной графики появилась в 2008 году, при поддержке Валерия Траугота, как филиал МЦБС им. М. Ю. Лермонтова.

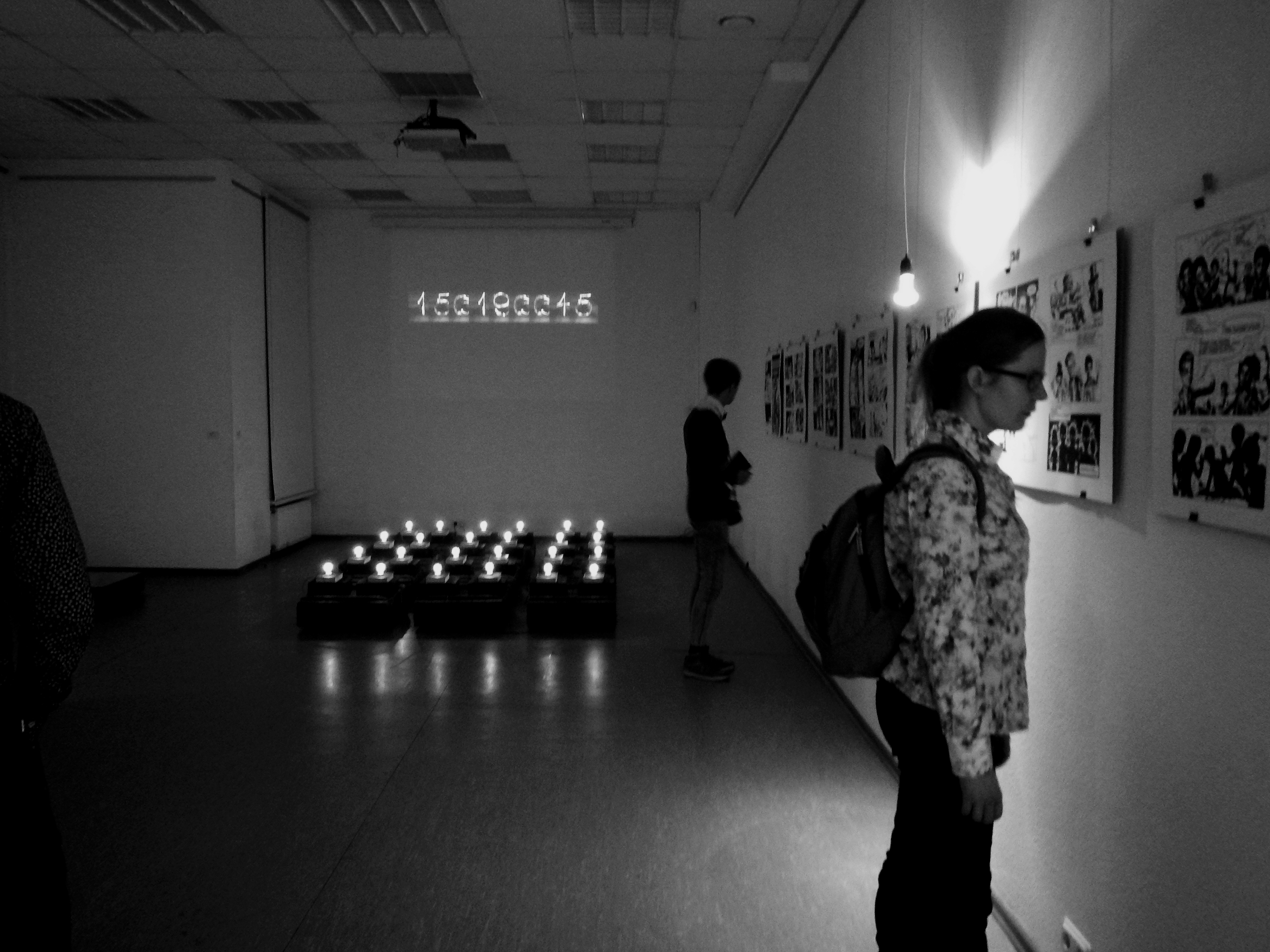
БКГ. Фрагмент экспозиции группового проекта Маяковский — Манифест. 6.02.2015

Основную часть фондов Библиотеки книжной графики составляют: альбомы по истории отечественного и зарубежного искусства, искусству и дизайну книги, издания по теории искусства, каталоги выставок современных художников, книги по истории гравюры и графики в целом, коллекционные малотиражные издания, отдельные экземпляры книги художника.
Существует самостоятельный фонд графики — экслибрисы, оригинальные эскизы иллюстрации и обложек отечественных мастеров ХХ—XIX веков России, в первую очередь Петербурга.
Проводятся лекции,
конференции и мастер-классы по книге и графическому искусству.
БКГ регулярный участник Ночи музеев.
Каждую весну, начиная с 2015 года, проводится ежегодная конференция «Трауготовские чтения» (организатор и куратор проекта — Микаел Давтян. ГРМ).
В двух выставочных залах БКГ ежемесячно монтируются экспозиции графического и книжного искусства, на которых демонстрируются произведения как уже известных отечественных и зарубежных художников, так и молодых профессионалов. Ко многим выставочным проектам издаются полноцветные каталоги.
Здесь экспонировались работы: Гаги Ковенчука, Владимира Яшке, Михаила Карасика, Валерия Корчагина, Пётра Швецова, Александра Шишкина-Хокусая, Евгении Коноваловой, Александра Дашевского, Петра Белого, Владимира Козина, Александра Морозова, Глеба Ершова, Фёдора Лемкуля, Алексея Парыгина, художников круга Арефьева, Ильи Богдеско, М. В. Ушакова-Поскочина, Олега Корытова, Евгения Стрелкова и др.
В том числе в рамках проекта «Голоса художников» — Давид Плаксин, Алексей Баранов, Александра Гарт, Мария Зайцева, Стас Казимов, Фёдор Хиросигэ, Екатерина Гаврилова.
Часть выставочных проектов организуется совместно с издательствами («Красный матрос» и «Вита Нова» и др.) и частными коллекционерами (Марк Башмаков, Тимофей Марков, Ирина и Александр Львовские, Кирилл Авелев и др.), образовательными и культурными учреждениями. За прошедшее с 2008 года время в стенах БКГ состоялось более сотни значительных выставок.